# نیلگونک
نیلگونَک، روستایی از توابع بخش مرکزی شهرستان شیراز در استان فارس ایران است. نام خانوادگی بیشتر مردم این روستا غزالی است بیشتر مردم این روستا کشاورزی می‌کنند
قدمت این روستا بالغ بر بالای ۱۰۰ سال می‌رسد. این روستا از کوه های مرتفع پوشانده شده است. در مرکز این روستا رودخانه‌ای می‌گذرد که سال‌ها خشک شده است ولی در مواقعی که باران شدید می‌بارد جاری می‌شود.  از آثار این روستا می‌توان به مهمترین آثار که پناهگاه صخره‌ای است که سال ۱۳۸۵ ثبت ملی شد اشاره کرد. این روستا برم کوچکی است که خشک شده است و در بالای کوه‌ها دو چشمه به اسم تنگه نارک و تنگ مهدی است.

## جمعیت
این روستا در دهستان کفترک قرار دارد و براساس سرشماری مرکز آمار ایران در سال ۱۳۸۵، جمعیت آن ۵۳۵ نفر (۱۱۶خانوار) بوده‌است.